# 根井行親
根井 行親（ねのい ゆきちか）は、平安時代末期の武将。源義仲の家臣で、俗に言う義仲四天王の1人。
行親の生まれた望月氏は滋野氏の庶流。滋野氏嫡流の海野幸親（滋野行親）と同一人物とする説もある。
保元元年（1156年）の保元の乱では源義朝に従い、活躍したという。
治承4年（1180年）信濃国小県郡丸子の依田城で挙兵して以後、義仲に従い各地に転戦、養和元年（1181年）9月水津の合戦で平通盛、経正らを破る。
元暦元年（1184年）の宇治川の戦いでは、義仲の命を受け、子・楯親忠や源義広らと共に300余騎で宇治の防衛に当たったが、2万5千騎の源義経軍を防ぎきれず宇治川を突破された。この際、一族の武将らに前後して敗死したとされている。この戦いでは先陣を焦った頼朝方の武将畠山重忠の馬（磨墨）を射たという。
同年1月26日、義仲や今井兼平、高梨忠直らと共に東洞院の北にある獄門の木に梟首された。
長野県佐久市には、行親の供養塔と伝わる多層塔が現存する。